# Toray Pan Pacific Open 2013
Toray Pan Pacific Open 2013 — это профессиональный женский теннисный турнир, проводимый в японском городе Токио на открытых кортах с хардовым покрытием.
В 2013 году соревнования прошли в 30-й раз. Турнир относился к категории Premier 5, проводящихся в рамках WTA Тура. Соревнования прошли с 22 по 28 сентября.
Прошлогодние победители:
- в одиночном разряде —  Надежда Петрова
- в парном разряде —  Ракель Копс-Джонс и  Абигейл Спирс

## Соревнования

### Одиночный турнир
Петра Квитова обыграла  Анжелику Кербер со счётом 6-2, 0-6, 6-3.
- Петра Квитова выигрывает 2-й титул в сезоне и 11-й за карьеру в туре ассоциации.
- Анжелика Кербер уступает 2-й финал в сезоне и 5-й за карьеру в туре ассоциации.

### Парный турнир
Кара Блэк /  Саня Мирза обыграли  Чжань Хаоцин /  Лизель Хубер со счётом 4-6, 6-0, [11-9]
- Кара Блэк выигрывает 2-й титул в сезоне и 56-й за карьеру в туре ассоциации.
- Саня Мирза выигрывает 4-й титул в сезоне и 18-й за карьеру в туре ассоциации.